# RTP2
RTP2 es el segundo canal de televisión de Rádio e Televisão de Portugal, la empresa de radiodifusión pública de Portugal.
Comenzó sus emisiones el 25 de diciembre de 1968 y desde su creación fue un servicio con vocación minoritaria, alternativo a la oferta generalista de RTP1. Su programación es de servicio público y está compuesta por series infantiles y juveniles, informativos, y espacios orientados a la representación de la sociedad civil portuguesa. A diferencia del primer canal, RTP2 no puede emitir publicidad.

## Historia
RTP puso en marcha su segundo canal el 25 de diciembre de 1968 a través del UHF, bajo el nombre de «Segundo Programa». Al principio la emisión se limitaba a dos horas diarias, con repeticiones de espacios ya ofrecidos por el primer canal. Las emisiones regulares comenzaron el 21 de noviembre de 1970, y a partir de ese momento empezaron a ofrecerse contenidos propios sin cabida en la señal principal, a la que seguía supeditada.
El 16 de octubre de 1978, RTP refundó el segundo canal bajo la marca «RTP2», y le dotó de personalidad propia con servicios informativos y producciones nacionales. El mayor éxito de esa etapa fue la serie policiaca de culto Zé Gato (1978-1980). La experiencia duró poco tiempo por recortes de presupuesto, y a mediados de los años 1980 se especializó en espacios culturales, reposiciones y programas de origen europeo, entre ellos una franja dedicada al consorcio Europa TV (1986).
Con la irrupción de la televisión privada en 1992, RTP2 pasó a llamarse «TV2» y aumentó las horas de emisión. El segundo canal incluyó en su oferta series extranjeras, informativos, ciclos de cine y espacios de servicio público, pero a cambio tuvo que ceder los de mayor audiencia al primer canal de RTP. Cuatro años más tarde, RTP2 recuperó su marca original y eliminó la publicidad comercial de la parrilla.
La creación en 2004 de Rádio e Televisão de Portugal motivó cambios profundos en el segundo canal, renombrado «:2 (A Dois)» y enfocado exclusivamente a un público minoritario, con más información y espacios de servicio público ligados a las asociaciones de la sociedad civil portuguesa. Además, tuvo que quedarse en los antiguos estudios de Lumiar mientras el resto de RTP se mudaba a las nuevas instalaciones de Cabo Ruivo.
Coincidiendo con el cierre definitivo de los estudios de Lumiar, el 19 de marzo de 2007, el segundo canal recuperó la marca RTP2 y se mudó a los estudios de Cabo Ruivo, compartiendo estrategia con el resto del grupo RTP. Desde entonces su programación está compuesta por series infantiles, espacios de servicio público, informativos y series extranjeras. Desde 2014 la sede se encuentra en Vila Nova de Gaia, en el norte del país.

## Programación
RTP2 ofrece una programación orientada al servicio público, que funciona como una alternativa al planteamiento generalista de RTP1. Por las mañanas y por las tardes ofrece programación infantil, principalmente dibujos animados y series de ficción, mientras que parte de la tarde y el horario estelar se dedican a programas culturales, deporte, documentales, series europeas y el informativo Jornal 2. Las series de animación se emiten con doblaje en portugués, mientras que la ficción extranjera está subtitulada. La madrugada está cubierta con boletines de Euronews.
El segundo canal de RTP no puede emitir anuncios ni patrocinios. Tan solo se permiten promociones de RTP y publicidad institucional.

## Identidad visual

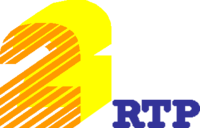
1983-1983
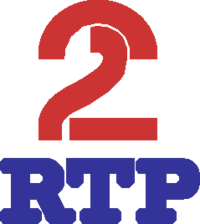
1986
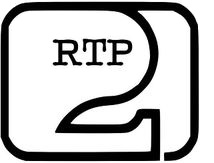
1987-1988
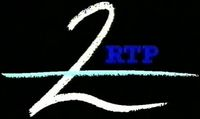
1990-1992
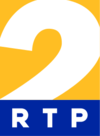
1996-1998
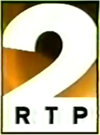
1998-2002
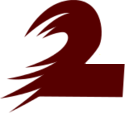
2002-2004
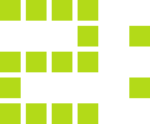
2004-2007
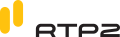
2007-2016
Desde 2016